# Gheată

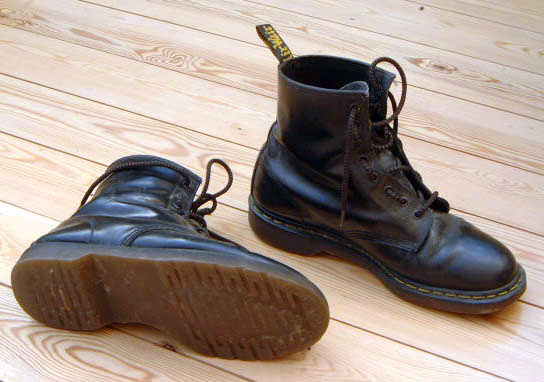
O pereche clasică de ghete Dr. Martens

Gheata este un tip de încălțăminte confecționată din piele sau din materiale sintetice care imită pielea, acoperind piciorul până deasupra gleznei. Majoritatea ghetelor au un toc ușor de distins față de restul tălpii, chiar dacă acestea sunt împreunate. În mod tradițional, acestea sunt confecționate din piele sau cauciuc, dar ghetele moderne sunt create dintr-o varietate de materiale. Ghetele au rolul de a proteja piciorul de zăpadă, apă sau noroi, dar, uneori, au și un rol vestimentar.